# Dilara Weliszajewa
Dilara Weliszajewa (ur. 27 października 1967 w Ferganie) – ukraińska koszykarka, występująca na pozycjach rozgrywającej oraz rzucającej, po zakończeniu kariery zawodniczej trenerka koszykarska, obecnie trenerka drużyn młodzieżowych w Wileńskiej Szkole Koszykówki – VKM Wilno.
Prywatnie jest żoną litewskiego trenera – Algirdasa Paulauskasa, który prowadził m.in. żeńskie zespoły Włókniarza Białystok (1990-1995), Ślęzy Wrocław (1995/1996), Odry Brzeg (1998-2001), Energi Toruń (2016/2017) oraz męski Zastal Zielona Góra (1997/1998). Mają wspólnie dwójkę dzieci.

## Osiągnięcia
Na podstawie, o ile nie zaznaczono inaczej.
Drużynowe
- Mistrzyni:
  - Ligi Bałtyckiej (2003, 2004)
  - Litwy (2003, 2004)
  - turnieju Teletkno Challenge (2003)
- Zdobywczyni pucharu Jantar Cup (2004)
- Awans do PLKK z Odrą Brzeg (2000)
- Uczestniczka rozgrywek:
  - Euroligi (2002–2004)
  - Pucharu Ronchetti (1994/95)

Indywidualne
- Uczestniczka meczu gwiazd PLKK (2002)[4]
- Zaliczona do I składu najlepszych zawodniczek w historii brzeskiej koszykówki przy okazji obchodów 50-lecia istnienia klubu (2008)[5]